# ICC Women’s T20 World Cup 2020
Die ICC Women's T20 World Cup 2020 war die siebte Weltmeisterschaft im Twenty20-Cricket der Frauen und fand vom 21. Februar bis 8. März 2020 in Australien statt. Nachdem das Turnier bisher als ICC Women's World Twenty20 bezeichnet worden war, war dieses die erste Ausgabe unter dem neuen Namen. Im Finale setzte sich Australien gegen Indien mit 85 Runs durch.

## Teilnehmer
Das Teilnehmerfeld besteht aus zehn Mannschaften. Dabei qualifizierten sich die ersten acht Teams des ICC Women’s World Twenty20 2018 automatisch. Bangladesch und Thailand qualifizieren sich durch ein Qualifikationsturnier für diese Weltmeisterschaft.
| - Australien - Bangladesch - England - Indien - Neuseeland | - Pakistan - Südafrika - Sri Lanka - Thailand - West Indies |

## Austragungsorte
Die Stadien wurden am 30. Januar 2019 vom ICC bekanntgegeben, wobei auch festgelegt wurde, dass das Finale auf Melbourne Cricket Ground in Melbourne stattfinden würde.
| Stadion                         | Stadt     | Kapazität |
| ------------------------------- | --------- | --------- |
| Manuka Oval                     | Canberra  | 012.000   |
| Junction Oval (JO)              | Melbourne | 007.000   |
| Melbourne Cricket Ground (MCG)  | Melbourne | 100.024   |
| WACA Ground                     | Perth     | 020.000   |
| Sydney Showground Stadium (SSS) | Sydney    | 022.000   |
| Sydney Cricket Ground (SCG)     | Sydney    | 048.000   |

## Austragungsmodus
In die zwei Vorrundengruppen werden jeweils fünf Teams gelost, in denen Jeder gegen Jeden jeweils ein Spiel absolviert. Dabei gibt es für die siegreiche Mannschaft zwei Punkte, für die unterlegene keinen. Könnte kein Sieger festgestellt werden (beispielsweise durch Regenabbruch) erhalten beide Mannschaften je einen Punkt. Soll es nach den gespielten Innings beider Mannschaften beide die gleiche Anzahl von Runs erzielt haben, folgt ein Super Over. Nach der Vorrunde qualifizieren sich jeweils die besten beiden Mannschaften beider Gruppen für das Halbfinale, wobei bei Punktgleichheit die Net Run Rate entscheidend ist. Die beiden Sieger der Halbfinals spielen anschließend das Finale aus.

## Kaderlisten
| Twenty20 | Twenty20 | Twenty20 | Twenty20 | Twenty20 |
| Australien | Bangladesch | England | Indien | Neuseeland |
| --- | --- | --- | --- | --- |
| - Meg Lanning (K) - Rachael Haynes (VK) - Erin Burns - Nicola Carey - Ashleigh Gardner - Alyssa Healy (wk) - Jess Jonassen - Delissa Kimmince - Sophie Molineux - Beth Mooney - Ellyse Perry - Megan Schutt - Molly Strano - Annabel Sutherland - Tayla Vlaeminck - Georgia Wareham | - Salma Khatun (K) - Rumana Ahmed (VK) - Nahida Akter - Jahanara Alam - Panna Ghosh - Fargana Hoque - Sanjida Islam - Fahima Khatun - Murshida Khatun - Khadija Tul Kubra - Ritu Moni - Sobhana Mostary - Ayasha Rahman - Nigar Sultana - Shamima Sultana                | - Heather Knight (K) - Tammy Beaumont - Katherine Brunt - Kathryn Cross - Freya Davies - Sophie Ecclestone - Georgia Elwiss - Sarah Glenn - Amy Jones (wk) - Natalie Sciver - Anya Shrubsole - Lauren Winfield - Fran Wilson - Danni Wyatt - Mady Villiers                                                        | - Harmanpreet Kaur (K) - Taniya Bhatia (wk) - Harleen Deol - Rajeshwari Gayakwad - Richa Ghosh - Veda Krishnamurthy - Smriti Mandhana - Shikha Pandey - Arundhati Reddy - Jemimah Rodrigues - Deepti Sharma - Pooja Vastrakar - Shafali Verma - Poonam Yadav - Radha Yadav                                                 | - Sophie Devine (K) - Suzie Bates - Lauren Down - Maddy Green - Holly Huddleston - Hayley Jensen - Leigh Kasperek - Amelia Kerr - Jess Kerr - Rosemary Mair - Katey Martin - Katie Perkins - Anna Peterson - Rachel Priest - Lea Tahuhu                                                 |
| Pakistan | Südafrika | Sri Lanka | Thailand | West Indies |
| - Bismah Maroof (K) - Javeria Khan (VK) - Muneeba Ali - Anam Amin - Aiman Anwer - Diana Baig - Nida Dar - Sadia Iqbal - Iram Javed - Nahida Khan - Ayesha Naseem - Sidra Nawaz (wk) - Aliya Riaz - Fatima Sana - Syeda Aroob Shah - Umaima Sohail                                   | - Dané van Niekerk (K) - Chloe Tryon (VK) - Trisha Chetty - Shabnim Ismail - Marizanne Kapp - Ayabonga Khaka - Masabata Klaas - Nadine de Klerk - Lizelle Lee - Suné Luus - Nonkululeko Mlaba - Mignon du Preez - Tumi Sekhukhune - Nondumiso Shangase - Laura Wolvaardt | - Chamari Athapaththu (K) - Harshitha Madavi (VK) - Kavisha Dilhari - Ama Kanchana - Hansima Karunaratne - Achini Kulasuriya - Sugandika Kumari - Dilani Manodara - Hasini Perera - Udeshika Prabodhani - Sathya Sandeepani - Anushka Sanjeewani - Nilakshi de Silva - Shashikala Siriwardene - Umesha Thimashini | - Sornnarin Tippoch (K) - Nattaya Boochatham (VK) - Naruemol Chaiwai - Nattakan Chantam - Onnicha Kamchomphu - Rosenan Kanoh - Suwanan Khiaoto - Nannapat Koncharoenkai (wk) - Suleeporn Laomi - Soraya Lateh - Wongpaka Liengprasert - Phannita Maya - Ratanaporn Padunglerd - Thipatcha Putthawong - Chanida Sutthiruang | - Stafanie Taylor (K) - Anisa Mohammed (VK) - Aaliyah Alleyne - Shemaine Campbelle (wk) - Shamilia Connell - Britney Cooper - Deandra Dottin - Afy Fletcher - Cherry-Ann Fraser - Sheneta Grimmond - Chinelle Henry - Lee-Ann Kirby - Hayley Matthews - Chedean Nation - Shakera Selman |

## Vorrunde

### Gruppe A
Tabelle
| Gruppe A    | Sp. | S | N | NR | P | NRR    |
| ----------- | --- | - | - | -- | - | ------ |
| Indien      | 4   | 4 | 0 | 0  | 8 | +0.979 |
| Australien  | 4   | 3 | 1 | 0  | 6 | +0.971 |
| Neuseeland  | 4   | 2 | 2 | 0  | 4 | +0.364 |
| Sri Lanka   | 4   | 1 | 3 | 0  | 2 | −0.404 |
| Bangladesch | 4   | 0 | 4 | 0  | 0 | −1.008 |

Spiele
| 21. Februar Scorecard | Sydney (SSS) | Indien 132-4 (20)          | – | Australien 115 (19.5) |
|                       |              | Indien gewinnt mit 17 Runs |   |                       |

| 22. Februar Scorecard | Perth | Sri Lanka 127-7 (20)             | – | Neuseeland 131-3 (17.4) |
|                       |       | Neuseeland gewinnt mit 7 Wickets |   |                         |

| 24. Februar Scorecard | Perth | Sri Lanka 122-6 (20)             | – | Australien 123-5 (19.3) |
|                       |       | Australien gewinnt mit 5 Wickets |   |                         |

| 24. Februar Scorecard | Perth | Indien 142-6 (20)          | – | Bangladesch 124-8 (20) |
|                       |       | Indien gewinnt mit 18 Runs |   |                        |

| 27. Februar Scorecard | Melbourne (JO) | Indien 133-8 (20)         | – | Neuseeland 130-6 (20) |
|                       |                | Indien gewinnt mit 3 Runs |   |                       |

| 27. Februar Scorecard | Canberra | Australien 189-1 (20)          | – | Bangladesch 103-9 (20) |
|                       |          | Australien gewinnt mit 86 Runs |   |                        |

| 29. Februar Scorecard | Melbourne (JO) | Neuseeland 91 (18.2)           | – | Bangladesch 74 (19.5) |
|                       |                | Neuseeland gewinnt mit 17 Runs |   |                       |

| 29. Februar Scorecard | Melbourne (JO) | Sri Lanka 113-9 (20)         | – | Indien 116-3 (14.4) |
|                       |                | Indien gewinnt mit 7 Wickets |   |                     |

| 2. März Scorecard | Melbourne (JO) | Bangladesch 91-8 (20)           | – | Sri Lanka 92-1 (15.3) |
|                   |                | Sri Lanka gewinnt mit 9 Wickets |   |                       |

| 2. März Scorecard | Melbourne (JO) | Australien 155-5 (20)         | – | Neuseeland 151-7 (20) |
|                   |                | Australien gewinnt mit 4 Runs |   |                       |

### Gruppe B
Tabelle
| Gruppe B    | Sp. | S | N | NR | P | NRR    |
| ----------- | --- | - | - | -- | - | ------ |
| Südafrika   | 4   | 3 | 0 | 1  | 7 | +2.226 |
| England     | 4   | 3 | 1 | 0  | 6 | +2.291 |
| West Indies | 4   | 1 | 2 | 1  | 3 | −0.654 |
| Pakistan    | 4   | 1 | 2 | 1  | 3 | −0.761 |
| Thailand    | 4   | 0 | 3 | 1  | 1 | −3.992 |

Spiele
| 22. Februar Scorecard | Perth | Thailand 78-9 (20)                | – | West Indies 80-3 (16.4) |
|                       |       | West Indies gewinnt mit 7 Wickets |   |                         |

| 23. Februar Scorecard | Perth | England 123-8 (20)              | – | Südafrika 127-4 (19.4) |
|                       |       | Südafrika gewinnt mit 6 Wickets |   |                        |

| 26. Februar Scorecard | Canberra | England 172-2 (20)          | – | Thailand 78-7 (20) |
|                       |          | England gewinnt mit 98 Runs |   |                    |

| 26. Februar Scorecard | Canberra | West Indies 124-7 (20)         | – | Pakistan 127-2 (18.2) |
|                       |          | Pakistan gewinnt mit 8 Wickets |   |                       |

| 28. Februar Scorecard | Canberra | Südafrika 193-5 (20)           | – | Thailand 82 (19.1) |
|                       |          | Südafrika gewinnt mit 113 Runs |   |                    |

| 28. Februar Scorecard | Canberra | England 158-7 (20)          | – | Pakistan 116 (19.4) |
|                       |          | England gewinnt mit 42 Runs |   |                     |

| 1. März Scorecard | Sydney (SSS) | Südafrika 136-6 (20)          | – | Pakistan 119-5 (20) |
|                   |              | Südafrika gewinnt mit 17 Runs |   |                     |

| 1. März Scorecard | Sydney (SSS) | England 143-5 (20)          | – | West Indies 97 (17.1) |
|                   |              | England gewinnt mit 46 Runs |   |                       |

| 3. März Scorecard | Sydney (SSS) | Thailand 150-3 (20) | – | Pakistan |
|                   |              | No Result           |   |          |

| 3. März Scorecard | Sydney (SSS) | West Indies    | – | Südafrika |
|                   |              | Spiel abgesagt |   |           |

## Halbfinale
| 5. März Scorecard | Sydney (SCG) | England  | – | Indien |
|                   |              | Abgesagt |   |        |

Das Spiel musste auf Grund anhaltender Regenfälle abgesagt werden. Indien qualifizierte sich auf Grund des besseren Ergebnisses in der Gruppenphase.
| 5. März Scorecard | Sydney (SCG) | Australien 134-5 (20)                      | – | Südafrika 92-5 (13/13) |
|                   |              | Australien gewinnt mit 5 Runs (D/L method) |   |                        |

## Finale
| 8. März Scorecard | Melbourne (MCG) | Australien 184-4 (20)          | – | Indien 99 (19.1) |
|                   |                 | Australien gewinnt mit 85 Runs |   |                  |

Australien gewann den Münzwurf und entschied sich am Schlag zu beginnen. Im australischen Innings erzielten Beth Mooney (78 Runs not out) und Alyssa Healy (75 Runs) je ein Fifty. Beste indische Bowlerin war Deepti Sharma mit zwei Wickets. Im indischen Innings war Deepti Sharma mit 33 Runs beste indische Schlagfrau. Beste australische Bowlerinnen waren Megan Schutt mit vier Wickets und Jess Jonassen mit drei Wickets.